# Spoorbloem
De spoorbloem (Centranthus ruber) of rode spoorbloem, vroeger wel rode valeriaan genoemd, is een plant uit de kamperfoeliefamilie (Caprifoliaceae). De plant komt oorspronkelijk uit Zuid-Europa en is in Nederland op enkele plaatsen verwilderd. In België komt de rode spoorbloem bijna uitsluitend in de Condroz en de Famenne voor. De plant kan goed tegen hitte, wordt 30-80 cm hoog en bloeit van mei tot juli. De plant houdt van een droge kalkrijke bodem.
De stengel is evenals de bladeren blauwgroen berijpt. De bloemen staan in tuilen en hebben een kleine spoor aan de onderzijde. De bloemkroon is rood, maar soms komen ook planten voor met een witte. 

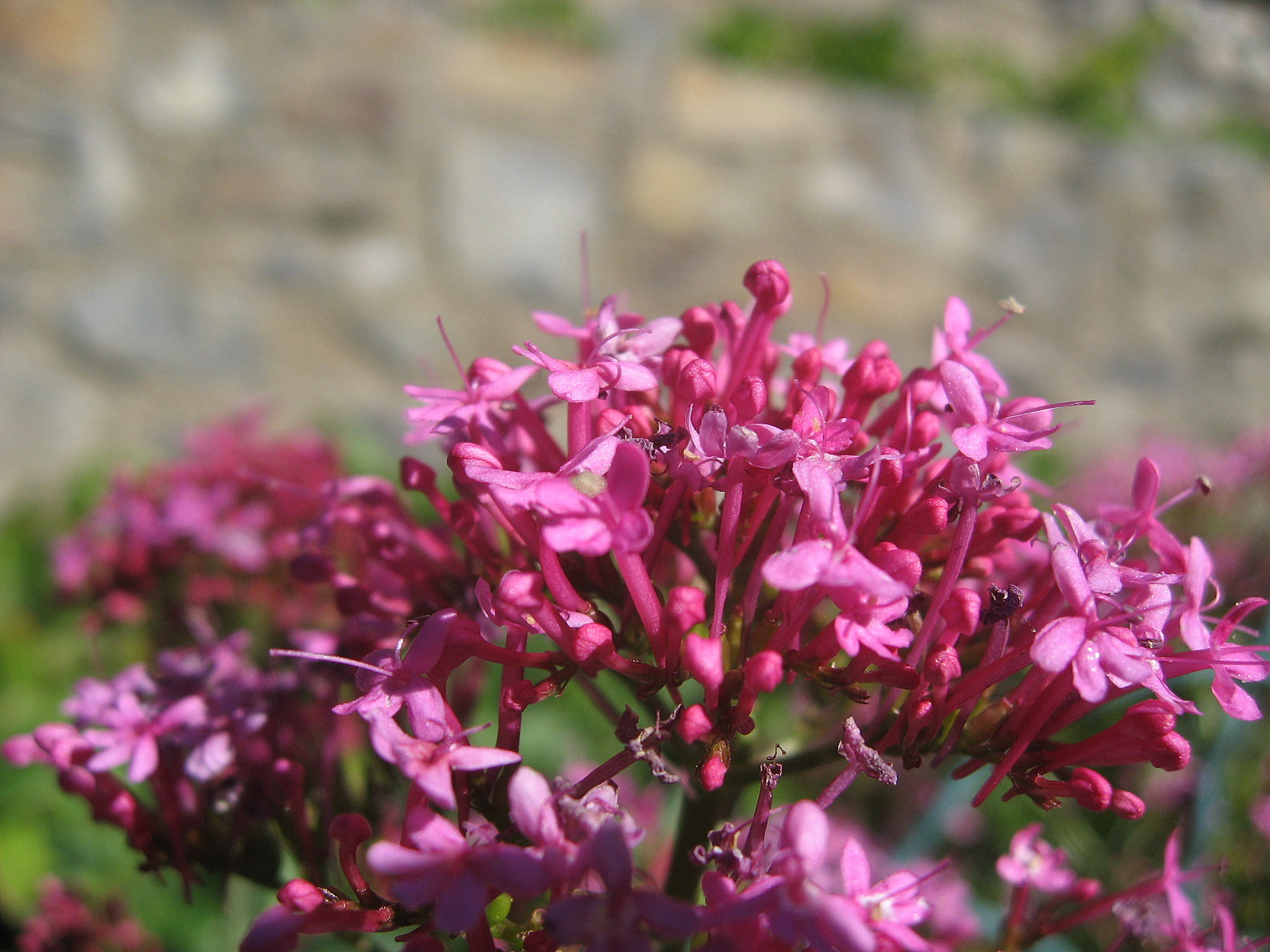
bloem
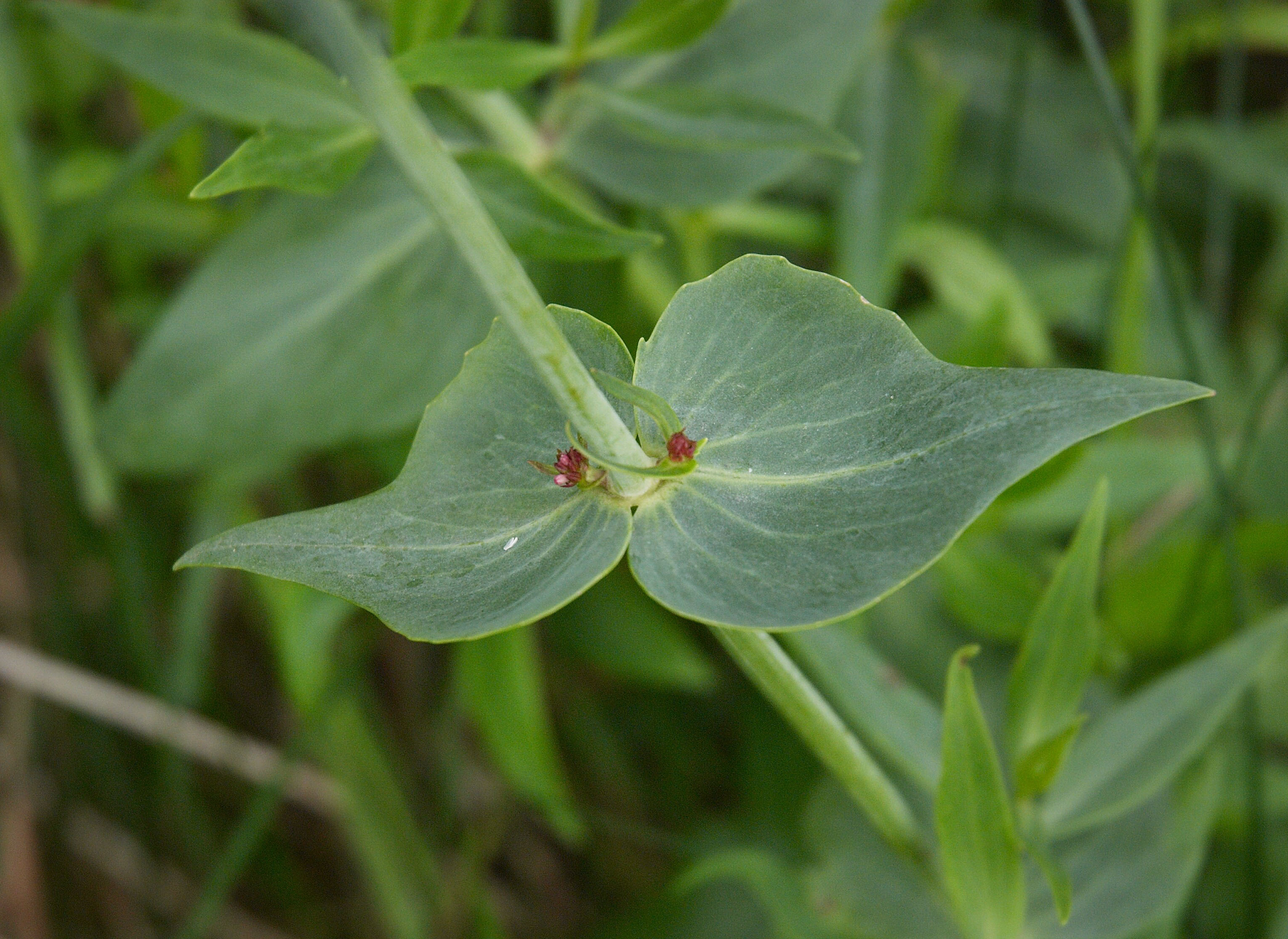
blad

De spoorbloem trekt veel vlinders aan, zoals de kolibrievlinder.

## Gebruik
Zowel de bladeren als de wortels zijn eetbaar. De bladeren kunnen als salade, maar ook kort gekookt gegeten worden. De wortels kunnen in soep gebruikt worden.